# 충훈부
충훈부(忠勳府)는 나라에 공을 세운 신하, 즉 공신(功臣)하고 그 후손을 우대하기 위해 설치한 관청으로, 지금의 국가보훈부 격이다.

## 연혁
- 1392년(조선 태조 1년) 8월 2일, 개국공신도감(開國功臣都監)을 설치함.
- 1392년(조선 태조 1년) 윤년 12월 3일, 개국공신도감에 판관(종5품)과 녹사를 각각 2인을 둠.
- 1414년(조선 태종 14년) 1월 18일, 공신도감의 녹사를 승이라 하고, 부녹사를 녹사라 칭함.
- 1417년(조선 태종 17년) 1월 25일, 개국공신도감을 공신도감이라 고침.
- 1434년(조선 세종 16년) 9월 1일, 공신도감을 충훈사(忠勳司)로 고치고 관제를 변경함.
- 1454년(조선 단종 2년) 1월 15일, 충훈사를 충훈부로 고치고 관제를 변경함.
- 1464년(조선 세조 10년) 1월 30일, 충훈부의 공해전(公廨田: 국가 기관이나 궁실의 경비를 충당하기 위하여 각 지방에 설정한 토지)를 혁파함.
- 1466년(조선 세조 12년) 1월 15일, 충훈부의 경력소 경력을 경력으로, 경력소 도사를 도사로 칭함.
- 1894년(조선 고종 31년) 7월 11일, 충훈부를 기공국(紀功局)으로 고치고 의정부에 소속되게 함.

## 청사
충훈부 청사 위치는 여러 차례 변동이 있었으나 중종(中宗) 이후부터는 현재의 인사동길 북단에 있는 작은 공연장인 북인사마당 바로 남쪽에 있었다. 현재 주소 체계로는 서울특별시 종로구 관훈동 118번지 지역이다. 대한제국 시기에 표훈원(表勳院) 청사 자리로 사용되다가 일제강점기에 민가 필지로 분할되었다.

## 관직
| 품계     | 관직명 | 인원           |
| -------- | ------ | -------------- |
| 종5품    | 판관   | 2명            |
| 없음     | 녹사   | 2명            |
| 7품 이하 | 부녹사 | 인원 제한 없음 |

| 품계     | 관직명 | 인원           |
| -------- | ------ | -------------- |
| 종5품    | 판관   | 2명            |
| 7품 이하 | 승     | 2명            |
| 7품 이하 | 녹사   | 인원 제한 없음 |

| 품계     | 관직명 | 인원           |
| -------- | ------ | -------------- |
| 종4품    | 지사   | 인원 제한 없음 |
| 종5품    | 도사   | 1명            |
| 7품 이하 | 승     | 2명            |
| 7품 이하 | 녹사   | 인원 제한 없음 |

| 품계     | 관직명      | 인원           |
| -------- | ----------- | -------------- |
| 종4품    | 경력소 경력 | 1명            |
| 종5품    | 경력소 도사 | 1명            |
| 7품 이하 | 승          | 2명            |
| 7품 이하 | 녹사        | 인원 제한 없음 |

| 품계     | 관직명 | 인원           |
| -------- | ------ | -------------- |
| 종4품    | 경력   | 1명            |
| 종5품    | 도사   | 1명            |
| 7품 이하 | 승     | 2명            |
| 7품 이하 | 녹사   | 인원 제한 없음 |